# Загребельщина
«Загребельщина»  — гідрологічний заказник місцевого значення в Україні. Розташований поблизу села Миколаївка Сумського району.

## Історія створення заказника
Рішенням сесії Сумської обласної ради від 22.12.2021 «Про зміни в мережі територій та об’єктів природно-заповідного фонду області» на Сумщині узаконили дев'ять нових заказників. Серед ним два гідрологічні, в тому числі заказник «Загребельщина». Розташований заказник  на північній околиці села Миколаївка Сумського району. 

## Опис заказника
Гідрологічний заказник — водний об'єкт з прибережною смугою. Наповнення  відбувається за рахунок поверхневих вод. Водні ресурси мають особливе значення та являють
собою життєво важливий, стратегічний природний ресурс. Площа заказника – 23,2 га. Вздовж води на вологому ґрунті ростуть прибережні рослини – дерева, кущі, трав’янисті рослини, що формують рослинний фонд водойм, а саме: аїр звичайний; очерет; болотниця болотна; м’ята польова; незабудка болотна тощо. Зелені насадження збагачують повітря киснем, поглинають вуглекислоту, захищають територію від вітру і сонячної радіації.